# Hajdó Attila
Hajdó Attila (1963. január 30. –) magyar nemzetközi futsal labdarúgó-játékvezető. Polgári foglalkozása erősáramú üzemmérnök.

## Pályafutása

### Nemzeti játékvezetés
A játékvezetésből 1985-ben vizsgázott. Szabolcs-Szatmár-Bereg megyei Labdarúgó-szövetség által üzemeltetett labdarúgó bajnokságokban kezdte sportszolgálatát. A megyei Játékvezető Bizottság (JB) határozatával NB III-es, egyben országos utánpótlás bíró. Az MLSZ JB minősítésével NB II-es, majd 1996-tól az NB I-es keret tagja. Az aktív játékvezetést 2003-ban befejezte. NB I-es mérkőzéseinek száma: 80.
| Időpont             | Helyszín                         | Mérkőzés típusa          | Mérkőzés               | Eredmény | Nézők száma |
| ------------------- | -------------------------------- | ------------------------ | ---------------------- | -------- | ----------- |
| 1996. szeptember 7. | Kórház utcai stadion, Békéscsaba | első NB I-es mérkőzése   | Békéscsaba–Haladás     | 1 – 3    | 3000        |
| 2003. november 8.   | Káposztás utcai Stadion, Sopron  | utolsó NB I-es mérkőzése | Matáv Sopron–Újpest FC | 1 – 1    | 4200        |

#### Nemzeti kupamérkőzések
Vezetett kupadöntők száma: 1

##### Magyar labdarúgókupa
| Időpont        | Helyszín             | Mérkőzés típusa | Mérkőzés                                 | Eredmény | Nézők száma |
| -------------- | -------------------- | --------------- | ---------------------------------------- | -------- | ----------- |
| 2000. május 3. | Népstadion, Budapest | döntő           | MTK Hungária FC–Vasas Danubius Hotels SC | 3 – 1    | 4000        |

## Nemzetközi játékvezetés
A Magyar Labdarúgó-szövetség JB terjesztette fel nemzetközi játékvezetőnek, a Nemzetközi Labdarúgó-szövetség (FIFA) 1997-től tartotta nyilván a fursal bírói keretében. A  nemzetközi játékvezetéstől 1998-ban búcsúzott.

## Sportvezetőként
2011-ig a Szabolcs-Szatmár-Bereg megyei Labdarúgó-szövetség JB elnöke, 2006–2010 között az MLSZ JB elnökségi tagja, országos ellenőre, a "Talent program" egyik vezetője.